# Le Tonneau
Pour les articles homonymes, voir Tonneau.
Le Tonneau est un immeuble à appartements de style moderniste situé dans le quartier des Étangs d’Ixelles, avenue Général de Gaulle, en région bruxelloise, en Belgique.

## Historique
L'immeuble Le Tonneau se dresse au no 51 de l'avenue du Général de Gaulle, à l'angle de la rue du Buisson, face aux étangs d'Ixelles et à la Résidence Belle-Vue construite par les mêmes architectes.
Construit avant la Seconde Guerre Mondiale, cet immeuble à appartements de style moderniste a été conçu par les architectes Stanislas Jasinski et Jean-Florian Collin, et construit par la société Etrimo en 1938-1940.
Cet édifice s'inscrit sur un terrain en pente et prend la forme d'une ellipse tronquée. Il a été conçu à la suite du CIAM de 1930 qui se déroulait à Bruxelles, celui-ci répondant à la problématique du logement en adoptant une structure à étages multiple, pouvant ainsi loger un grand nombre de personnes.

Le Tonneau
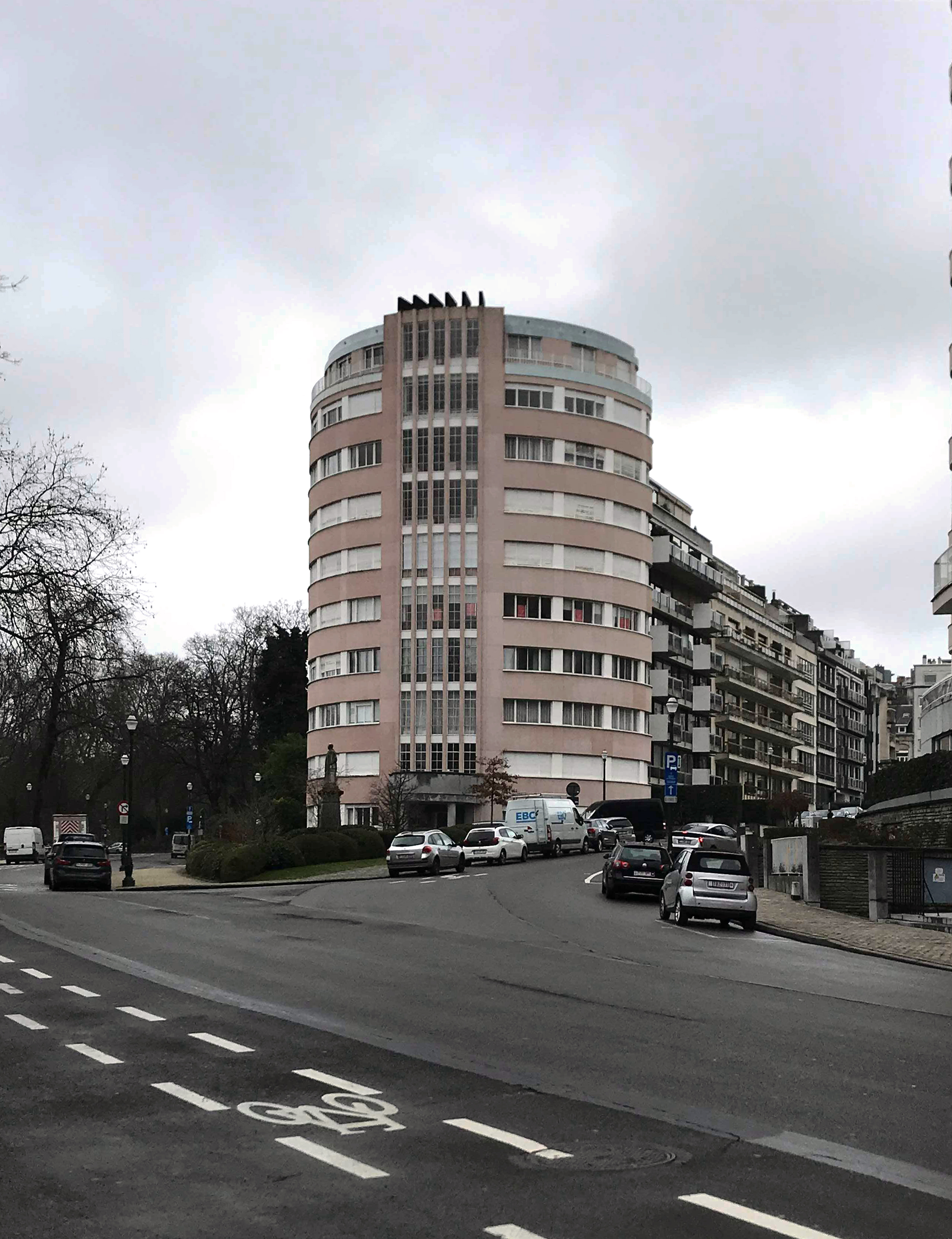
Le Tonneau vu du nord.
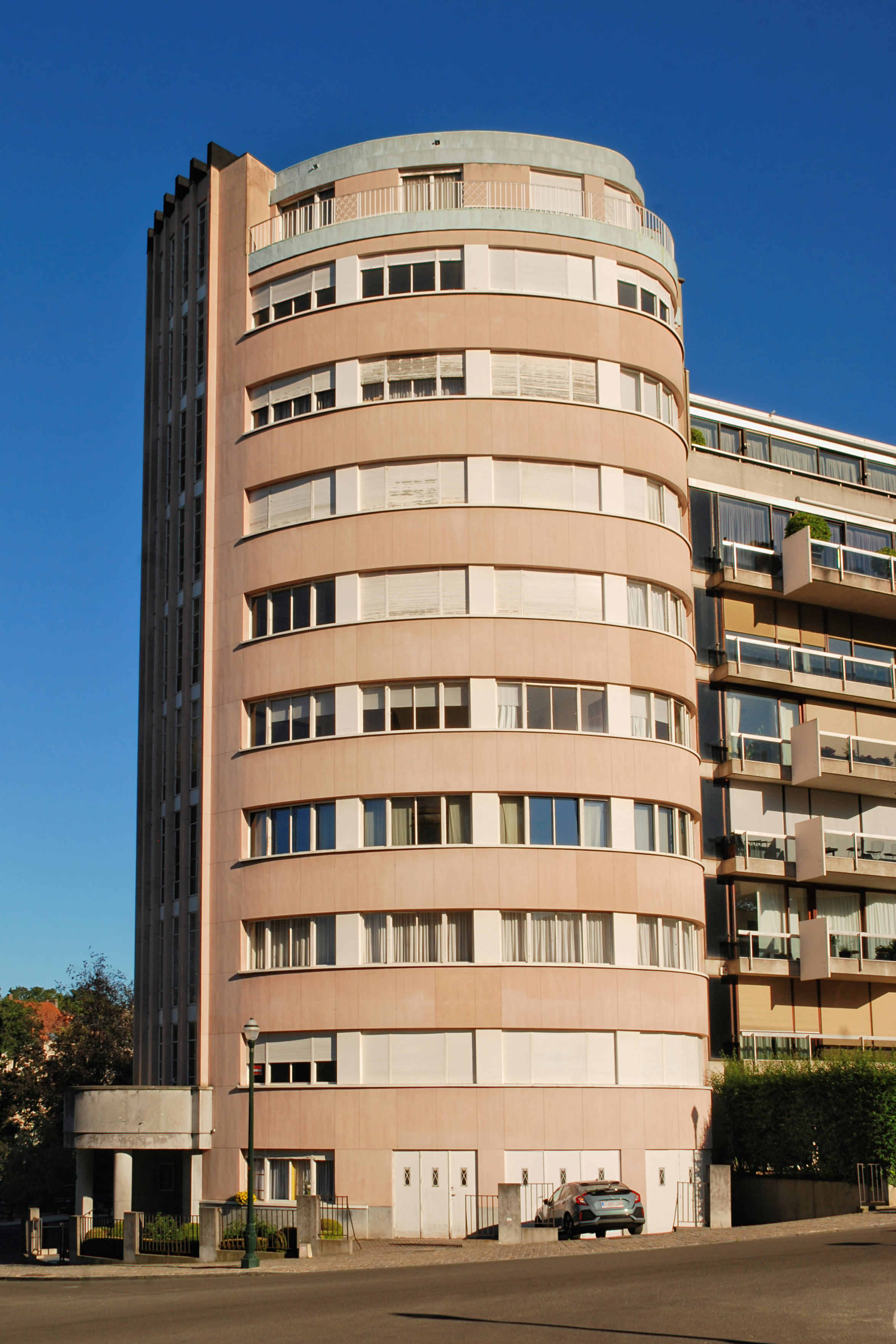
Le Tonneau vu de l'ouest.